# Détente directe
La détente directe est utilisée dans les fontaines à eau pour refroidir instantanément l'eau. L'eau potable du réseau passe dans un serpentin (inox, cuivre...) plongé dans un réservoir rempli d'eau glacée : pas de stagnation d'eau et plus grande capacité de refroidissement.
On trouve également ce système dans certains ballons échangeurs de chauffage solaire. Le principe est le même : la chaleur est stockée dans un gros ballon rempli d'eau. L'eau du réseau arrive dans le serpentin et est réchauffée instantanément pour être utilisée en eau chaude sanitaire.